# Paranthura floridensis
Paranthura floridensis är en kräftdjursart som beskrevs av Menzies och William L. Kruczynski 1983. Paranthura floridensis ingår i släktet Paranthura och familjen Paranthuridae.
Artens utbredningsområde är Mexikanska golfen. Inga underarter finns listade i Catalogue of Life.